# Fenicische mythologie
De Fenicische mythologie was een overblijfsel van de religie die tijdens en voor het Neolithicum en nog deels tot in de IJzertijd werd beleden door de archaïsche autochtone bevolking in de Levant, meer bepaald in wat er van het oude Kanaän over was, namelijk Fenicië. Er was oorspronkelijk een sterke overeenkomst met de Anatolische mythologie, en beide waren sterk door de oeroude Mesopotamische mythologie beïnvloed.
Deze mythologieën vertoonden in de loop van de geschiedenis een neiging tot polytheïsme. Verder zou zij van grote invloed blijken op de Griekse mythologie en nadien ook op de Romeinse.

## Herkomst en ontwikkeling
De Fenicische mythologie bevat ook mythen van de Amorieten, Moabieten, en Ammonieten.
Een groot gedeelte van de bevolking van Ugarit was tegen de 14e eeuw v.Chr. Hurritisch. In de Bijbel van de Hebreeën wordt de bevolking die zij bijvoorbeeld in Asjdod voor de Filistijnen aantroffen Anakim genoemd.
Het grootste deel van Kanaän raakte tussen ongeveer 1200 en 1100 v.Chr. door Israëlieten bezet, terwijl het noordelijke deel onder Aramees bestuur kwam. Het kleine overblijvende gebied, dat onder Kanaänietisch bestuur bleef, werd door de Grieken Fenicië genoemd, hetgeen 'purper' betekent verwijzend naar de beroemde kleurstof die het land produceerde.

## Cultus
De religieuze praktijken toonden aanvankelijk grote overeenkomst met die van het oude Kanaän, dus het Minoïsche Kreta, met festivals voor de inzegening van seizoenen voor de landbouw, investituur van de nieuwe Baäl, grote volksverzamelingen met feest en spel, zogenaamde tempelprostitutie enzovoort. Op hoger gelegen plaatsen waren heiligdommen als ommuurde plateaus aangelegd waarop ook een offeraltaar zou hebben gestaan, zoals de bergheiligdommen op Kreta.
Qadash Kinahnu was een van de Canaänitisch-Fenicische tempels.
In Fenicië, tegenwoordig de kust van Syrië, en Palestina werd Adonis of Tammuz, beide zijn dezelfde, vereerd als de god van het graan, dat sterft onder de maalsteen om tot brood te worden gebakken. Zo werd Adonis, of Tammu, in Bethlehem, dat vertaald 'huis van het brood' betekent, als de god van het brood vereerd. Adonis was omwille van zijn jeugdige schoonheid symbool van de lente en de opbloeiende natuur.

## Godheden
Adonis - Anat - Aphrodite - Astarte - Jam - Kotar - Leviathan - Mot - Melqart - Resjef - Tanit
De god Jam is de godheid van de oerchaos, waarvan hij de macht van de 'onbeheerste ziedende' zee vertegenwoordigt. Hij is degene die over stormen en rampen heerst. De verering van de god Jam zou volgens sommige bronnen aan de oorsprong liggen van de Joodse god Jahweh, de God van de Israëlieten. Men baseert zich daarbij mede op de negatieve benadering van Baäl die in de Hebreeuwse Bijbel naar voren komt.

## Betrouwbaarheid van de bronnen
Zoals bij alle volkeren en oude beschavingen waarvan we geen overgeleverde teksten bezitten, of waar weinig getuigenismateriaal van over is, of bij volkeren wier cultuur op een orale traditie was gebaseerd, moeten we het vooral van de archeologie hebben en van teksten die door andere volkeren over hen zijn nagelaten. Deze laatsten behoren tot een andere cultuur en hun teksten zijn ter zake dan ook vaak onvolledig, tegenstrijdig of tendentieus. De archeologie kan deze passages hetzij bevestigen hetzij ontkrachten. Vaak geven getuigenissen blijkbaar een vals beeld, omdat het soms om concurrerende groepen gaat, zoals de Grieken en de Feniciërs, of de Puniërs en de Romeinen. Ze geven niet de volledige waarheid weer, of maken gewag van feiten die door hen niet of fout worden begrepen, of ze drukken zich ronduit vijandig en laatdunkend uit over degenen waarover ze rapporteren omdat ze die eens hun vijand zijn geweest.
Grieken en Romeinen lieten een beeld over Feniciërs na alsof het om een erg wreedaardig volk zou zijn gegaan dat mensenoffers bracht. Ze vergaten daarbij even de tijd van Iphigenia toen diezelfde offers in Griekenland plaatsvonden, terwijl de Romeinen blijkbaar geen probleem hadden met aan de lopende band uitvoeren van kruisigingen. Dit soort rituelen was bij alle archaïsche beschavingen gebruikelijk, zij het in diverse vormen. Het is daarom noodzakelijk dit aspect van de cultuur tot zijn juiste proporties te herleiden, teneinde de grootsheid van voorbije beschavingen in te kunnen schatten evenals de waarde van hun nalatenschap. Op die manier zijn de geschriften helemaal niet zonder betekenis.
Mythologie van A tot Z · Categorie